# Tayeb Berramla
Tayeb Berramla (Oran 6 januari 1985) is een Algerijns voetballer die bij voorkeur als aanvallende middenvelder speelt. Hij verruilde in juli 2013 ASM Oran voor RC Relizane.

## Spelerscarrière
| Seizoen   | Club       | Land     | Competitie                    | Wed. | Goals |
| --------- | ---------- | -------- | ----------------------------- | ---- | ----- |
| 2001-2007 | ASM Oran   | Algerije | Algerian Championnat National | NB   | NB    |
| 2007-2009 | JS Kabylie | Algerije | Algerian Championnat National | NB   | NB    |
| 2009-2010 | MC Oran    | Algerije | Algerian Championnat National | 32   | 3     |
| 2010-2011 | WA Tlemcen | Algerije | Algerian Championnat National | 13   | 1     |
| 2011-...  | MC Alger   | Algerije | Algerian Championnat National | 17   | 0     |
|           |            |          | Totaal                        | 62   | 4     |